# أديان أمريكية أصلية

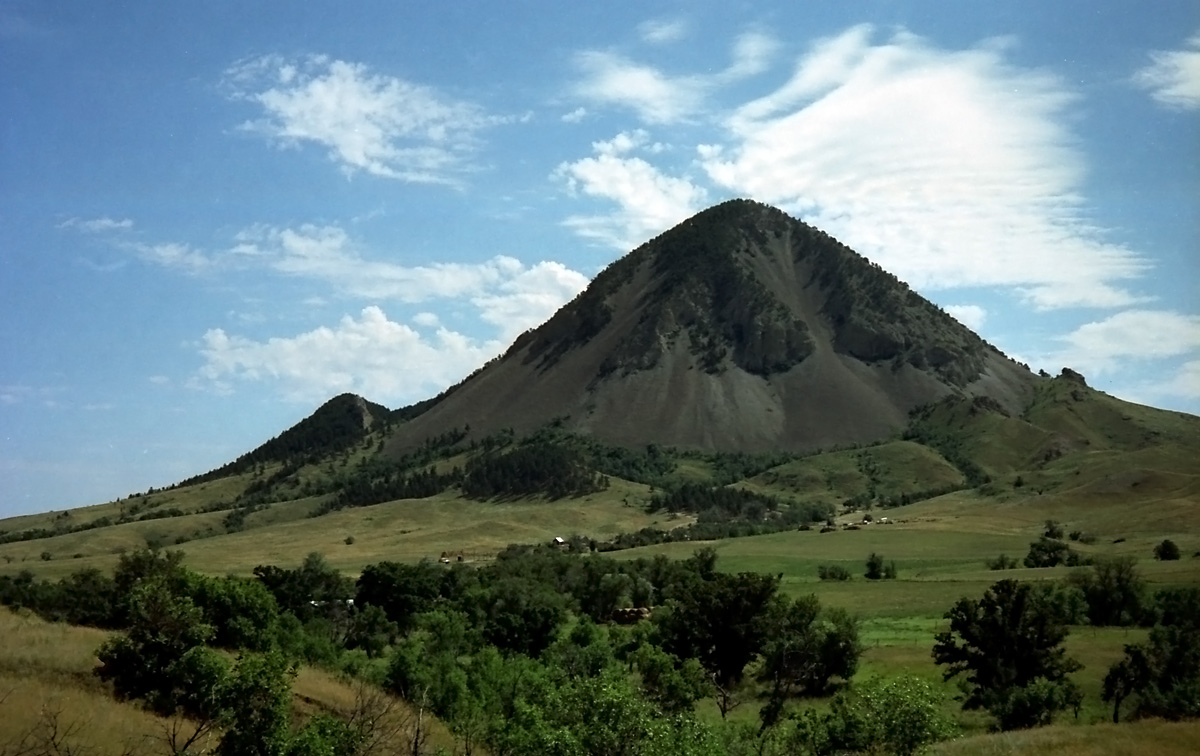
يعد موقع الدب بوتي في ولاية داكوتا الجنوبية موقعا مقدسا بالنسبة لحوالي 30 من قبائل السهول

إن أديان الأمريكيين هي الممارسات الروحية الخاصة بالشعوب الأصلية للأمريكتين. يمكن أن تختلف طرق أداء مراسم الأم اختلافا كبيرا، وهي تستند إلى قصص مفهوم العالم والمعتقدات الفردية القبائل والعشائر والعصبات. وصف المستكشفون الأوروبيون الأوائل الأفراد من القبائل الأمريكية الأصلية والصغيرة أنها مختلفة عن بعضها البعض في الممارسات الدينية الخاصة بهم. اللاهوت الخاص بك يمكن أن يكون التوحيدية أو الشركية أو هينوثية أو إحيائية، أو مزيج من أعلاه. عادةً ما تكون المعتقدات التقليدية موروثة في شكل التاريخ الشفوي والقصص والرموز والمبادئ.

## نظرة عامة
الروحانية الأصلية في أمريكا ما قبل كولومبوس تشمل أشكال الأرواحية، الشرك، واستخدام النباتات لدخول الدول غيرت من وعيه، أو الروحي، أو طقوس أو خاصة الرقصات. بعض من هذه الممارسات مستمرة اليوم في الاحتفالات القبلية أو الخاصة في مجتمعاتهم المحلية.
من سنة 1600 الأوروبي الكاثوليك والبروتستانت والطوائف إرسال المبشرين إلى تحويل القبائل إلى المسيحية. بعض من هذه التحويلات وقعت خلال الحكومة والكنيسة المسيحية، مع الجهود التعاونية التي أجبرتهم على جعل أطفال الهنود من أسرهم إلى نظام الحكومة/الدولة المسيحية المعروفة باسم مدرسة نهج الهند حيث الأم كانت تدرس الأطفال وأوعز في المعتقدات المسيحية من أوروبا، القيم الأبيض الثقافة واللغة الإنجليزية (اللغة الإسبانية في حالة أمريكا اللاتينية). في حالة المكسيك وأمريكا الجنوبية، وفقدان الأديان الأصلي جاء تعطى عن طريق عملية تسمى التبشير. هذا التحويل القسري وقمع الشعوب الأصلية في كل اللغات والثقافات.
كجزء من قمع الحكومة EE.UU. إلى الديانات التقليدية المحلية، أنتجت الرقصات الشمس وغيرها من الطقوس الاحتفالية تم حظر أكثر من 80 عاما من خلال سلسلة من القوانين الاتحادية EE.UU. التي حظرت المقامات والأضرحة التقليدية. هذا الاضطهاد من الحكومة ومحاكمة استمرت حتى عام 1978 أعطى الطريق إلى قانون الحرية الدينية الهندية الأمريكية (AIRFA)، ومن الواضح أن هذا في الولايات المتحدة الأمريكية.
وفي الوقت نفسه، في بلدان أمريكا اللاتينية خلق التوفيق بين المسيحية والديانات الأم، حدث هذا في معظم المجموعات العرقية (ولكن ليس كل).

## أمريكا الأديان الأم مهم

### الدين بولي-مارو
الدين بولي مارو كان تنشيط الحركة الدينية من Maidu, Pomo, Wintun ، وغيرها من القبائل في شمال وسط ولاية كاليفورنيا في القرن التاسع عشر. بولي هو Wintun كلمة (لغة penutiana), مارو هي كلمة مقبض (اللغة hokana); على حد سواء تشير إلى أحلام الناس الطب. لديهم كل التقاليد التقليدية فضلا عن المعتقدات المسيحية والأخلاقية والمبادئ التوجيهية بآيات من الأحلام لها دور مركزي. بعض الرقصات هذا الدين كانوا بولي أو الرقص marú الرقص، بولي-hesi والرقص على الكرة. في هذه الرقصات، الراقصين يرتدون الملابس الفخمة.

### المسيحية
المبشرين المسيحيين الأوروبيين كانت نشطة جدا البعثات والمدارس الدينية بين الشعوب الأصلية. وفقا يعقوب Neusner ، المسيحية، الأمريكيين في كثير من الأحيان «الأصولية في اللاهوت المحافظ في ممارساتها، وغالبا ما revivalistico والإنجيل.»
المسيحية كان ينظر إليه من قبل المسؤولين في الحكومة كأداة الاستيعاب الثقافي؛ العديد من المسيحيين الأمريكيين الأصليين وضعت التوفيقية، وهذا هو القول مزيج من النظم التقليدية والمسيحية. على سبيل المثال، سانت ديفيد بندلتون Oakerhater (شايان)، الذي كان طوب قديسا هو الأسقفية في حين كان راقصة من الشمسأيضا. وفقا جيمس المسيحيين الهنود «قد بنيت على... الهويات الدينية مع مجموعة متنوعة من الاعتبارات في الحسبان.... العديد من المسيحيين المواطنين لتلبية هذه الهوية دون التخلي عن أو رفض دياناتهم الأصلية.»

### الرقص في الحلم
الرقص من النوم، تنشيط الحركة الدينية من كلاماث ومودوك، تطورت في رقصة الشبح والدين لودج الأرض. أنه ينطوي على قوة الأحلام والرؤى من القتلى. على عكس الأديان من كلاماث ومودوك الرقص حلم لا توقعات نهاية العالم، regréso من القتلى.

### الدين من طبل
دين طبل، المعروف أيضا باسم «كبيرة طبل» و «طبل الرقص» أو «الرقص حلم» نشأت حوالي عام 1890 بين سانتي داكوتا (أو داكوتا الشرقية). وهو يمتد من منطقة البحيرات العظمى الغربية إلى غيرها من القبائل الأمريكية الأصلية مثل أجيبوي (Chippewa), Meskwaki (فوكس), Kickapoo, مينوميني، Potawatomi, Ho-قطعة (المقطورة)، وغيرها. تم تنشيط الحركة الدينية التي أنشئت لتشجيع شعور الوحدة من الشعوب الأصلية من خلال الطقوس. هذه الطقوس شملت اللعب الطبول المقدسة، ويمر من المعرفة المقدسة من قبيلة إلى قبيلة.

### الدين لودج الأرض
دين Lodge الأراضي تأسست في كاليفورنيا الشمالية وقبائل جنوب ولاية أوريغون كما Wintun. انتشرت القبائل مثل Achomawi, شاستا، Siletz إلى اسم قليلة. ومن المعروف أيضا باسم «رقصة البيت المركزي» بين مقبض الباب. وتوقع حوادث مماثلة لتلك التي تنبأ بها رقصة الشبح، regréso الأجداد أو نهاية العالم. دين نزل من الأرض أثرت الممارسة الدينية الأكثر في وقت متأخر، الرقص الحلم ينتمون إلى كلاماث ومودوك.

### الدين من ركلة جزاء
دين القلم هو تنشيط الحركة في شمال غرب المحيط الهادئ. رسم عناصر من أوائل الأديان شاكر و Waashat. الدين تأسست في عام 1904 من قبل جيك اصطياد Klickitat رجل من الطب. ومن المعروف أيضا باسم رقصة القلم أو دين Hiladura. ريش النسر المقدس، وتستخدم في الاحتفالات التي ينطوي hiladura الطقوس، وبالتالي فإن اسم Waskliki يعني «الدين» المتجدد.

### رقصة الشبح

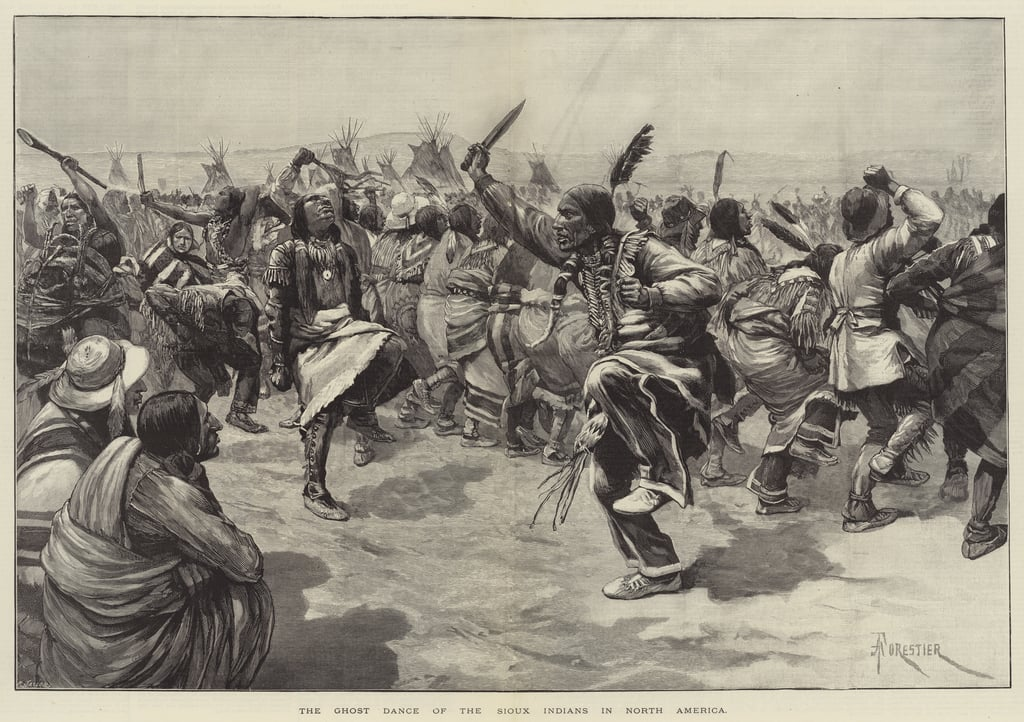
رقصة الشبح سيوكس من عام 1851. رقصة الشبح أثرت العديد من الأديان الأمريكيين.

رقصة الشبح هو مفهوم عام يشمل حركات تنشيط الدينية المختلفة في غرب الولايات المتحدة. في عام 1870, رقص شبح أسسها النبي paiute Wodziwob من 1889 إلى عام 1890، دين رقصة الشبح تأسست من قبل Wovoka (جاك ويلسون) الذي كان أيضا paiute قبائل الشمال. ممارسات الرقص الوهمية تستخدم بمثابة اتصال مع طرق الحياة قبل الاتصال، honorificar وعبادة الموتى، في حين تنتظر ولادة جديدة.
في كانون الأول / ديسمبر عام 1888، Wovoka الذي كان ابن الرجل الطب Tavibo (نمو-تيبو دور) سقط مريضا بالحمى أثناء كسوف الشمس الذي وقع في 1 يناير 1889. بعد شفائه ادعى أنه قد زار عالم الروح الأسمى وتوقع أن العالم قد وصل إلى نهايته في وقت قريب جدا، كما أن عليا (الروح العظيمة) تجسد على الأرض. كل الهنود يرث هذا العالم، بما في ذلك أولئك الذين قد ماتوا بالفعل، أن يعيش إلى الأبد دون أن يعاني من المعاناة. لتحقيق هذا الواقع، Wovoka ذكر أن جميع الهنود أن تعيش بصدق وشون الرذائل من البيض (خاصة استهلاك الكحول). علمني أن التأمل والصلاة والغناء والرقص كانت بديلا حدادا على القتلى، في أقرب وقت llegarí الخاص بك resurexión. أتباع Wovoka شهد له المسيح انه قد جاء إلى الأرض كما أن المسيح الأحمر.
Tavibo شارك في الرقص شبح 1870، وكان الرؤية في الروح العظيمة جلب جميع البشر من الأرض ملاحقة الأعمال السيئة. Tavibo خلصت إلى أن الهنود العودة إلى العيش في بيئة استعادة وأن أتباعه كانوا ترتفع فإنها تعيش في السعادة.
هذا الدين انتشر إلى العديد من القبائل على التحفظات في الغرب، بما في ذلك شوشون، الأراباهو، Cheyenne، Sioux (داكوتا، لاكوتا، Nakota).

### الدين Skaker
ومن المعروف أن هذا الدين تأثر الدين Waashat وأسسها جون سلوكم. اسم يأتي من الهزات والحركات والطقوس كانت تستخدم من قبل الممارسين من الطقوس أن يلقي قبالة نقيا من الذنوب. الدين يمزج المسيحية مع التعاليم التقليدية للشعوب الأصلية. هذا الدين لا يزال يمارس اليوم في الهندي شاكر الكنيسة من الولايات المتحدة الأمريكية.

### الدين-بيت كبير

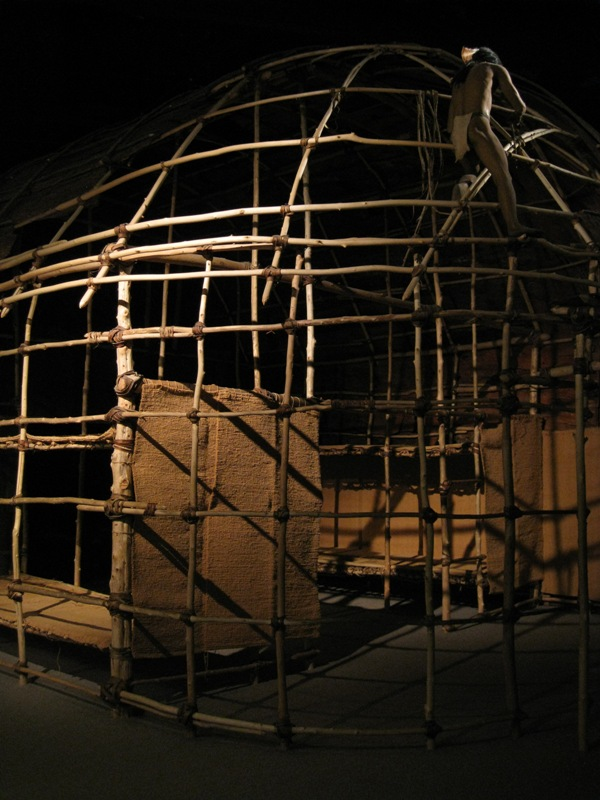
نسخة طبق الأصل من بيت كبير من الإيروكوا ، حيث جرت مراسم.

الدين كازا غراندي (متساكني في اللغة الإنجليزية), تأسست في عام 1799 من قبل قبيلة من العرق من سينيكا، من أجل تنشيط الأصلية الدين بين الإيروكوا. عقيدة متساكني، ويسمى أيضا دين البحيرة، وسيم، ويسمى Gaiwiio «كلمة طيبة» من قبل الممارسين. Gaiwiio بين عناصر من المسيحية مع التقاليد القديمة من الإيروكوا. دين عظيم المنزل لا يزال يمارس من قبل الإيروكوا اليوم.

### Mexicayotl (Toltecayotl)

رمز يستخدم على نطاق واسع من قبل المكسيكى كتمثيل Ometeotl.

Mexicayotl (كلمة nahuatl التي تعني "mexicanness") هي حركة إحياء الأصلية الدين والفلسفة التقاليد من المكسيك القديمة (الدين ازتيك وأكثر وخاصة الفلسفة الأزتك) بين المكسيكيين.
حركة ظهرت في العقد من 50as بقيادة المثقفين من مدينة المكسيك، ومع ذلك، فإنه حتى الآونة الأخيرة عندما تم توسيعه بشكل كبير تصل إلى المكسيكي سكان الولايات المتحدة. طقوسهم تتضمن mitotiliztli. أتباع، ودعا Mexicatl (المفرد) Mexicah (الجمع) أو ببساطة أوروبا، فإنه في الغالب تمارس من قبل الناس في المناطق الحضرية وفي ضواحي المدن.
على Mexicayotl يبدأ في عقد الخمسينات من قبل أنطونيو فيلاسكو بينيا، الذي أسس مجموعة نوفه Mexicanidad. في نفس سنة رودولفو Nieva لوبيز تأسست أيضا حركة الكونفدرالية المعيد ثقافة Anahuac ، المؤسس المشارك الذي كان فرانسيسكو خيمينيز سانشيز الذي عقود في وقت لاحق أصبح الزعيم الروحي للحركة Mexicayotl ، واعتماد الرئيسية رمز Tlacaelel. في عام 1970، أسس Caltonal ، أو بيت الشمس كنيسة Mexicayotl.
من عام 1970 فصاعدا الدين Mexicayotl نمت إلى تطوير شبكة من adoració ومجموعات المجتمع المحلي (يسمى calpulli أو kalpulli) وتمتد إلى المكسيكية الأميركيين أو Chicanos في الولايات المتحدة. وقد وضعت أيضا علاقات قوية مع الحركات بطاقة الهوية الوطنية المكسيكية الشيكانو القومية. الكنيسة المكسيكية مواليد سانشيز (وهو اتحاد calpullis) المعترف بها رسميا من قبل حكومة المكسيك في عام 2007.

### الدين من بيوت (Hikuri)

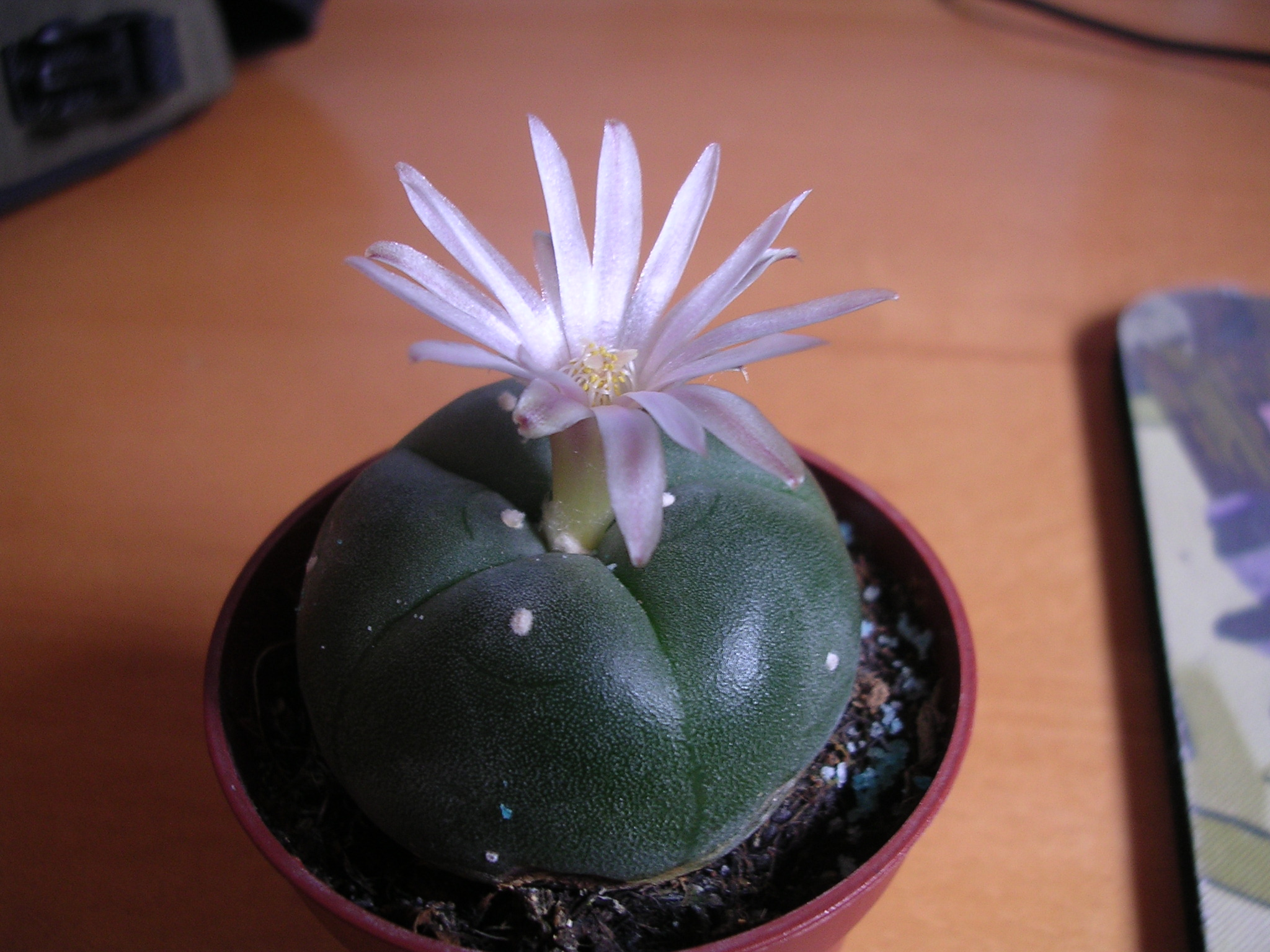
بالوضع غير القانوني بيوت لا تمنع ممارسة شعائر الدين من بيوت.

دين بيوت، وتسمى أيضا «عبادة بيوت» و «درب من Hikuri» الحركة الدينية التي تنطوي على استخدام طقوس Lophophora williamsii (بيوت). استخدام بيوت لأغراض دينية يعتقد أن تمارس في أي من القبائل التالية: كاريزو، Lipanes, Mescalero, Tonkawa, Karankawa, والكادو. في المكسيك أيضا تنتمي إلى هذا الدين من هويكول (Wixarika), Tepehuánes ، coras.

### الدين Waashat
الدين Waashat, ويسمى أيضا Washaniالسابعة الدين من طبل، دين الرقص الأحد، الرقص النبي حالم الإيمان. الأم Wanapam Smohalla (1815-1895) تستخدم في الطقوس waashat لبناء الدين في شمال غرب المحيط الهادئ. Smohalla ادعى أن الرؤى جاء إليه من خلال الأحلام التي زارها روح العالم وقد تم تدريبهم على نشر الحكمة إلى الناس. اسم waasaní يعني الرقص والعبادة. ويهدف إلى استرداد طريقة حياة الأصلي قبل التأثيرات الأبيض وتعيين إلى الموسيقى والرقص والطقوس. الاسم الكامل Smohalla كان Smohalla Yuyunipitqanaله اللقب يعني «الشخص الذي يصرخ إلى الجبال.»
رقصاتهم وعناصرها تأثر الحالي رقصة الأشباح الذين هم أكثر وقت متأخر إلى عبادة Smohalla في قرى السهول. المؤمنين يعتقد أن البيض سوف تختفي الطبيعة العودة إلى الطريق قبل أن تأتي. إلى تحقيق هذه الشعوب الأصلية إلى الرقص وعبادة الأرواح، مثل Weyekin.
الدين بين عناصر من المسيحية مع العقائد الأصلية. هذا يجعل من الصعب على الولايات المتحدة أن يغزو قلب السهول الكبرى لفترة طويلة. EE.UU. حاولوا تجريد القبائل من عاداتهم تحويلها وفقا الأوروبي مفهوم «المتحضر». الأوروبيين كانوا يقولون: «النموذج الخاص بك من رجل هندي ...فإنها تطمح إلى أن تكون الهنود ولا شيء آخر»، في هذا الطريق لمحت إلى أن الثقافة الأوروبية «الأعلى» إلى الأم، الشيء الذي من الواضح أنه كان نتاج النزعة العرقية في أوروبا.
الأنبياء الحركة كانت Smohalla (من قبيلة Wanapam), Kotiakan (من Yakama الأمة) و Homli (Walla Walla). رسائله نفذت على طول نهر كولومبيا إلى المجتمعات الأخرى. الرقص Waashat ينطوي على سبعة tamboreros, وليمة سمك السلمون، استخدام النسر الريش من سوان وأغنية المقدسة تغنى كل يوم السابع.

## الاحتفالات

### رقصة الشمس
رقصة الشمس هو احتفال ديني تمارس من قبل عدد من الأمريكيين's ، وخاصة من قبل الشعوب من السهول. كل قبيلة لديها بعض نوع من حفل الرقص الشمس لها ممارسات مختلفة، والتي تتبع بهم البروتوكولات والتقاليد. في بعض الحالات، وأجرى مراسم خاصة، دون وصول الجمهور في generál. . العديد من الاحتفالات لديهم سمات مشتركة، مثل الأغاني والرقصات من الخرسانة التي ورثتها من خلال أجيال عديدة، واستخدام الطبول التقليدية أنبوب المقدسة، سر التوبة و، في بعض الحالات، agujereo من الجلد موثقة.

## الزعماء الدينيين
الأنبياء في الديانات المحلية تشمل Popé ، الذي قاد ثورة شعب 1675, Quautlatas الذي ألهم revelión tepehuana ضد الإسبان في عام 1616، Neolin, Tenskwatawa, Kenekuk, Smohalla, جون سلوكم، Wovoka, قبل الأسودأو غيرها.

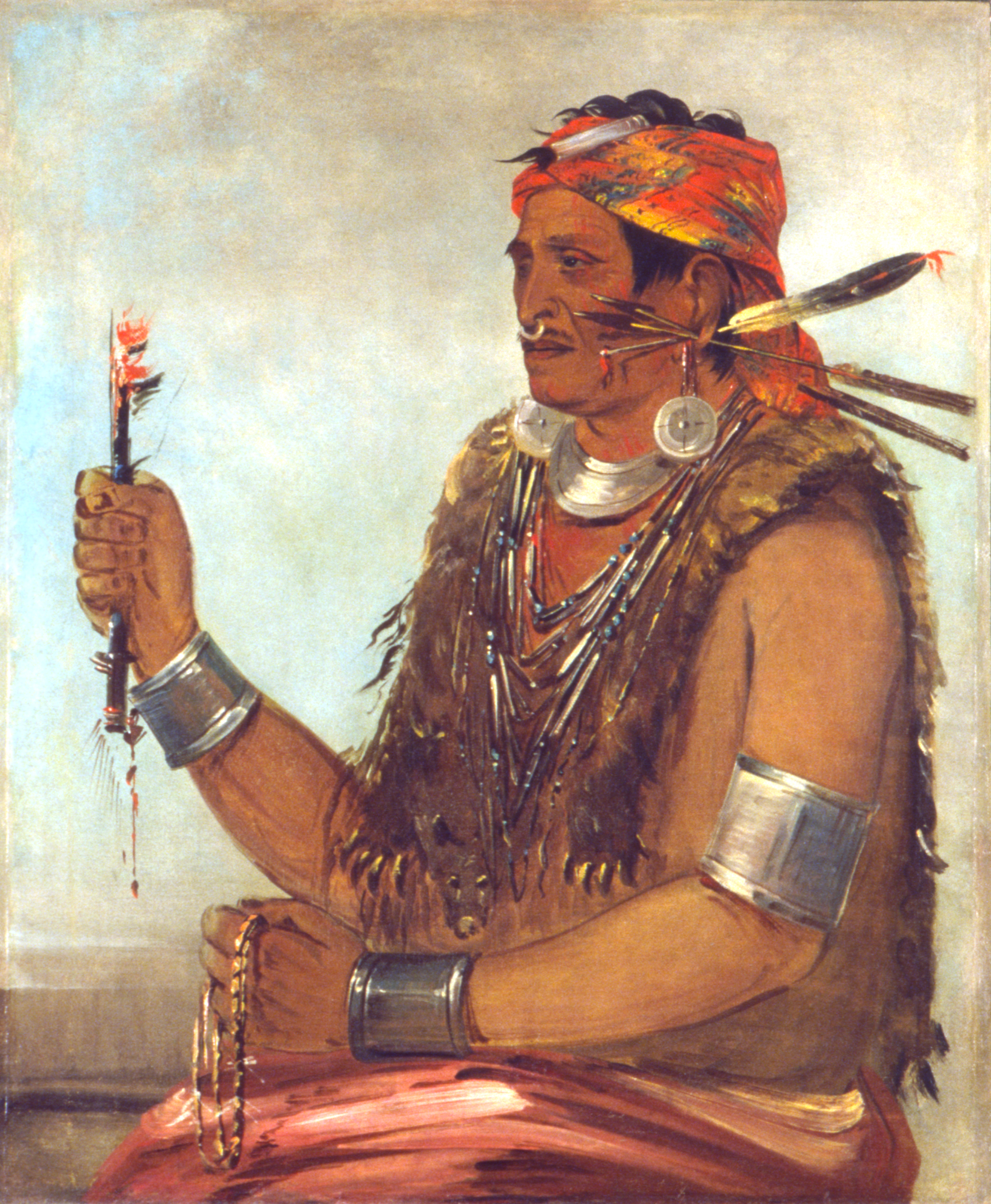
Tenskwatawa ، جورج كاتلين.

من وقت لآخر قادة الرئيسية تنظيم السباقات. في ولاية إنديانا في عام 1805، Tenskwatawa (دعا النبي shanee من اللغة الإنجليزية) قاد الإحياء الديني التي تلت وباء الجدري، سلسلة مطاردة الساحرات. معتقداتهم تستند إلى تعاليم الأنبياء السابقين لنب، Scattamek و Neolinالذي توقع الوحي أن يأتي هذا من شأنه أن يدمر المدن الأوروبية الغزاة. Tenskwatawa حث القبائل على رفض طرق الأميركيين: وقف النارية الخمور والملابس على الطراز الأمريكي. إحياء كان موجها من قبل أخيه تيكومسيه، الذين حاربوا ضد القوة من البيض.